# Hixam ibn al-Kalbí
Abu-l-Múndhir Hixam ibn Muhàmmad ibn as-Sàïb ibn Bixr ibn Amru ibn al-Hàrith ibn Abd-al-Hàrith al-Kalbí (àrab: أبو المنذر هشام بن محمد بن السائب بن بشر بن عمرو بن الحارث بن عبد الحارث الكلبي, Abū l-Munḏir Hixām b. Muḥammad b. as-Sāʾib v. Bixr b. ʿAmrū b. al-Ḥāriṯ b. ʿAbd al-Ḥāriṯ al-Kalbī), més conegut com a Hixam ibn al-Kalbí o simplement com a Ibn al-Kalbí (737 - 819), va ser un escriptor i historiador àrab. Nascut a Kufa, va passar gran part de la seva vida a Bagdad. Segons el catàleg anomenat Kitab al-Fíhrist, d'Ibn an-Nadim, va escriure més de 140 obres.
Com el seu pare, va transcriure les tradicions orals de beduïns i narradors de contes professionals, reunint molta informació sobre la genealogia i la història dels antics àrabs i dels primers musulmans.
També va establir un vincle genealògic entre Ismael i Mahoma confortant la idea que tots els àrabs eren descendents del primer personatge. Per a fer-ho es va basar en gran manera en les antigues tradicions orals dels àrabs, però també en escriptors que citen fonts bíbliques i palmíriques.

## Algunes obres
- Jamharat an-Nàssab ('L'abundància de parentiu'), genealogies exhaustives dels àrabs, amb dades importants sobre la història, la política i la literatura pre-islàmiques. Va ser traduït a l'alemany per W. Caskel el 1966 amb el títol Das genealogische Werk des Hisam Ibn Muhammad al Kalbi.[1]
- Kitab al-Asnam, ('El llibre dels ídols'), aporta informacions úniques sobre els costums i tradicions tribals dels antics àrabs.[2] El llibre ja és abundantment citat al Kitab al-Aghaní, d'Abu-l-Faraj al-Isbahaní, un important recull de poemes i cançons (segle X).
- Al-Khayl ('Els cavalls'), compendi d'anècdotes i poemes sobre els cavalls.